# Ernest Gartheis
Ernest Gartheis (eigentlich Carl-Louis oder Louis-Edouard Gartheis, * 1840 in Berlin; † im 20. Jahrhundert) war ein Fotograf, der aus Deutschland stammte, aber hauptsächlich in der Schweiz tätig war. 

## Leben
Ernest Gartheis übernahm um 1869/1870 in Neuchâtel die Leitung des Fotoateliers von Nicolas Olsommer, wechselte aber um 1871 nach Le Locle. Von 1882 bis 1885 führte er das einstige Atelier von Louis Colin in La Chaux-de-Fonds, das nach dessen Tod 1882 zunächst von dessen Sohn Ami Colin übernommen und dann für kurze Zeit von Ami Colin und Wilhelm Engst geführt worden war. Mit Colin war er verschwägert; seine Ehefrau Marie-Adèle war eine geborene Colin. Ein Adressbuch aus Gartheis’ Zeit in La Chaux-de-Fonds führt ihn in der Rue de la Demoiselle 56, wo auch ein Teil der Familie Colin wohnte.
1885 übernahmen die Brüder Gaberel das Atelier in La Chaux-de-Fonds. Gartheis war in Le Locle bis etwa 1908 tätig. Zeitweise arbeitete er unter der Firma Guinand & Gartheis mit Alex Guinand zusammen. 
Gartheis gehörte zu den Gründungsmitgliedern des Schweizerischen Photographen Vereins (SPhV). Aufnahmen des Fotografen befinden sich im Musée Suisse de l’appareil photographique, im Château et musée de Valangin sowie in der Bibliothèque de la Ville de La Chaux-de-Fonds.